# Edward Henry Winter
Edward Henry Winter (* 5. April 1879 im Warren County, Missouri; † 29. Juni 1941) war ein US-amerikanischer Politiker. Zwischen 1929 und 1933 war er Vizegouverneur des Bundesstaates Missouri.

## Werdegang
Im Jahr 1905 absolvierte Edward Winter das Central Wesleyan College. Danach arbeitete er in der Zeitungsbranche. Er gab in Warrenton und in Jefferson City mehrere Zeitungen heraus. 1926 war er Präsident der Missouri Press Association. In den Jahren 1921 und 1922 war er, obwohl er kein Jurist war, als Nachlassrichter im Warren County tätig. Seit 1933 betätigte er sich auch in der Investmentbranche. Politisch schloss er sich der Republikanischen Partei an. 1912 war Winter Ersatzdelegierter zur Republican National Convention, auf der Präsident William Howard Taft zur dann erfolglosen Wiederwahl nominiert wurde. Zwischen 1923 und 1928 saß er als Abgeordneter im Repräsentantenhaus von Missouri, dessen Speaker er seit 1927 war.
1928 wurde Winter an der Seite von Henry S. Caulfield zum Vizegouverneur von Missouri gewählt. Dieses Amt bekleidete er zwischen dem 14. Januar 1929 und dem 9. Januar 1933. Dabei war er Stellvertreter des Gouverneurs und Vorsitzender des Staatssenats. 1932 bewarb er sich erfolglos um das Amt des Gouverneurs. Nach seiner Zeit als Vizegouverneur setzte Winter seine früheren Tätigkeiten fort. Außerdem war er republikanischer Bezirksvorsitzender in seiner Heimat und Mitglied im Staatsvorstand seiner Partei. Er starb am 29. Juni 1941 und wurde in Jefferson City beigesetzt. Mit seiner Frau Dena M. Koelling hatte er drei Kinder.